# NK Pomorac Kostrena
NK Pomorac Kostrena ist ein kroatischer Fußballverein aus der Stadt Kostrena.

## Geschichte
Im Jahre 1921 als Športski Klub Jadran Kostrena gegründet, wurde der Verein erst 1933 als solcher beim nationalen Fußballverband registriert. Nach mehreren Umbenennungen erhielt der Verein im September 1946 den heutigen Namen. Erst zum 50. Jubiläum im Jahre 1971 erhielt der Verein ein Vereinsemblem, und 1978 erstmals einen Rasenplatz. Nach der Unabhängigkeit Kroatiens gelangen die größten Vereinserfolge: 1996 der Aufstieg in die Zweite Liga und 2001 in die Erste Liga. Dort konnte man sich zwei Jahre halten. Seit 2003 spielt der Verein wieder in der 2. HNL.

## Stadion
Das Stadion Žuknica fasst 3000 Zuschauer. Es hat nur eine Haupttribüne, wobei diese überwiegend aus Stehplätzen besteht. Nur der Mittelteil der Tribüne ist überdacht und hat Sitzplätze. 
Auch Pomorac gehört zu den Vereinen, die sich auf jeden Fall in den nächsten Jahren umstrukturieren und modernisieren müssen, wollen sie die neuen Auflagen des kroatischen Fußballbundes für die zweite Liga erfüllen. Diese Auflagen richten sich seit dem Jahr 2006 nach denen der UEFA.